# Chudoslavice
Chudoslavice település Csehországban, a Litoměřicei járásban. Chudoslavice Třebušín, Žitenice, Ploskovice és Staňkovice településekkel határos. Lakosainak száma 181 fő (2024. január 1.).

## Népesség
A település lakosságának változását az alábbi diagram mutatja:
| Lakosok száma | 378  | 361  | 320  | 168  | 150  | 137  | 156  | 164  | 174  | 181  |
|               | 1869 | 1890 | 1921 | 1950 | 1980 | 2001 | 2017 | 2019 | 2022 | 2024 |